# Warszawka (Dziurów)
Warszawka – część wsi Dziurów w Polsce, położona w województwie świętokrzyskim, w powiecie starachowickim, w gminie Brody.
W latach 1975–1998 Warszawka administracyjnie należała do województwa kieleckiego.
Wierni Kościoła rzymskokatolickiego należą do parafii św. Stanisława w Dziurowie.